# Аладин 2: Повратак Џафара
Аладин 2: Повратак Џафара (енгл. Aladdin2: The Return of Jafar) је амерички анимирани филм компаније Волт Дизни из 1994. године. Аладин 2: Повратак Џафара је наставак филма Аладин, који је такође под власништвом компаније Волт Дизни. Филм је исашао 20. маја 1994. године и користи се као прва епизода Аладина анимиране серије. Филм је направљен од материјала за првих пет епизода серије. 1996. је направљен и трећи део под називом Аладин 3: Аладин и краљ лопова.
Филм је реализован по мотивима приче Аладинова чаробна лампа из збирке Хиљаду и једна ноћ.

## Радња
Након што Аладин и Абу узму сво благо које је Абис Мал украо, они га дају становницима Аграбе. У међивремену, Јаго успева да побегне из чаробне лампе у којој је био заробљен заједно са Џафаром. Џафар наређује Јагу да га ослободи из чаробне лампе али Јаго то одбија и баца лампу. Надајући се да ће га остали ценити, Јаго говори Аладину да је био под Џафаровом магијом. Аладин се бори са бандитима који раде за Абис Мала и Јаго га спашава. Аладин заробљава Јага у палати и говоре једно другоме да ће чувати претходни догађај као тајну. Након што се дух из лампе враћа у палату, он, Аладин и Јасмин праве специјалну вечеру на којој султан планира да Аладин постане велики везир. Аладин покушава да сакрије Јага од његових пријатеља али Јаго долази на вечеру и квари све. Након тога, Јасмин губи поверење у Аладина али им Јаго помаже да се поново спријатеље.
Када Абис Мал налази лампу у којој је заробљен Џафар, он је протрља и упознаје Џафара. Пре него што униште Аладина, Џафар обећава Абис Малу три жеље и он троши своју прву жељу. Након што су се вратили у град, они терају Јага да ради за њих. Следећег дана, султан и Аладин се састају како би попричали о Јагу, а за то време Џафар киднапује Абуа и духа. Када Абис Мал и Џафар киднапују султана, Аладин бива бачен у реку, али успева да се врати у палату. Након што се Аладин враћа у палату, Џафар га заробљава и планира Аладиново и султаново погубљење. Али, Јаго успева да ослободи духа како би он ослободио Аладина и остале. Њихов план је да униште Џафарову лампу како би уништили Џафара. После тога, Џафар наређује Абис Малу да искористи последњу жељу тако што би га ослободио од лампе, што Абис Мал одбија. Аладин покушава да украде чаробну лампу у којој је Џафар од Абис Мала али Џафар то сазнаје и претвара башту палате у лаву, заробљавајући Аладина и остале. Јаго долази да их спаси али га Џафар спречава у томе. Након тога, Јаго баца Џафарову лампу у лаву након чега се она топи. Аладин успева да спасе Јага и остале и одводи их на сигурно.
Након што је Џафар побеђен, палата је враћена на нормално и сви почињу да верују Јагу након што их је спасио. Аладин одбија да постане велики везир говорећи пријатељима да ће они видети свет. На крају филма, Абис Мал схвата да није успео искористити своју последњу жељу.